# Robert Ingersoll
Pour les articles homonymes, voir Ingersoll.
Le colonel Robert Green Ingersoll (11 août 1833-21 juillet 1899) est un leader politique américain, vétéran de la guerre de Sécession et orateur célèbre durant l’âge d’or de la libre pensée aux États-Unis (fin du XIXe siècle), renommé pour sa vaste culture et sa défense de l’agnosticisme.

## Biographie
Robert Ingersoll naît en 1833 à Dresden, dans l'État de New York. Son père, John Ingersoll, est un prédicateur presbytérien abolitionniste, dont les idées radicales forcent sa famille à déménager fréquemment.
En 1853, "Bob" Ingersoll enseigne à Metropolis (Illinois), où il laisse un de ses étudiants, le futur juge Angus M. L. McBane, faire la plus grande part de l’enseignement alors que lui-même occupe son temps au latin et à l’histoire. Précédemment, il a aussi enseigné à Mount Vernon (Illinois)
Plus tard cette même année 1853, la famille s’établit à Marion (Illinois) où Robert et son frère Ebon Clarke Ingersoll sont admis au Barreau en 1854. Un historien du comté écrit 22 ans plus tard que les résidents de l’endroit considéraient les Ingersoll comme « une famille très intellectuelle, mais, [bien] qu’étant abolitionniste, et les garçons étant déistes, cela les rendait antipathiques à nos gens. »
À Marion, Ingersoll étudie le droit avec le juge Willis Allen et sert de commis adjoint pour John M. Cunningham, le commis de la cour du comté de Williamson. En 1855, Cunningham étant nommé registraire du bureau des terres dans le sud-ouest de l’Illinois à Old Shawneetown, Ingersoll le suit dans cette ville située sur le fleuve Ohio. Après quelque temps, il obtient le poste de commis adjoint sous John E. Hall, commis de la cour du comté de Gallatin et beau-fils du marchand d’esclaves John Hart Crenshaw de l’infâme Old Slave House. Le 11 novembre 1856, Hall meurt dans les bras d’Ingersoll quand le fils d’un opposant politique assassine son employeur dans son bureau.
À son retour à Shawneetown, Ingersoll continue sa formation sous le juge William G. Bowman qui dispose d’une importante bibliothèque de droit et d’œuvres classiques. En plus de son travail de commis, Ingersoll et son frère ouvrent une pratique de droit sous le nom de E.C. & R.G. Ingersol.
Durant cette période, ils ont aussi un bureau à Raleigh (Illinois), qui est alors le siège du comté voisin de Saline. En tant qu’avocat dépendant de la cour de circuit, il pratique souvent avec le futur beau-fils de Cunningham John Alexander Logan, procureur de l’État et allié politique de Hall.
Le procès de l’assassin de Hall occupe alors la scène. Une fois son précédent mentor Cunningham retourné à Marion après la fermeture en 1856 du bureau des terres, et après le départ de Logan pour Benton (Illinois) à la suite de son mariage ce même automne, Ingersoll et son frère déménagent à Peoria (Illinois) où ils s’installent finalement en 1857.
Pendant un temps, le révérend John Ingersoll occupe la chaire du revivaliste Charles Grandison Finney qui fait une tournée en Europe. Au retour de Finney, le révérend Ingersoll reste quelques mois comme pasteur associé. Son fils fait son apprentissage chez des avocats de l’endroit et installe sa pratique.
Lorsqu'éclate la guerre de Sécession, Robert Ingersoll lève le 11e régiment de cavalerie de l’Illinois et en prend le commandement. Le régiment combat dans la bataille de Shiloh. Ingersoll est capturé puis relâché sous la promesse de cesser de combattre, une pratique courante au début de la guerre.

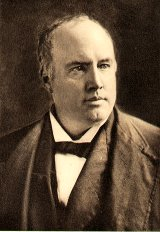
Robert G. Ingersoll.

Après la guerre, Ingersoll est procureur général de l’Illinois. Il devient un membre en vue du Parti républicain, et même s’il n’occupe jamais de poste élu, il est un important acteur de la politique. Son discours de nomination de James Blaine pour l’élection présidentielle de 1876 est un échec, car Rutherford B. Hayes obtient la nomination pour les Républicains, mais le discours, connu comme le discours du Plumed Knight, est considéré comme un modèle d’éloquence politique (Franklin Roosevelt l’a probablement utilisé pour son discours du Happy Warrior quand il a nommé Al Smith à la présidence en 1928).[réf. nécessaire]
En tant qu'avocat, Ingersoll prend part à plusieurs procès importants, notamment ceux de la fraude des Star Routes, un important scandale politique pour lequel ses clients sont acquittés. Il défend aussi un homme du New Jersey accusé de blasphème. S’il ne réussit pas à le faire acquitter, on considère que sa défense vigoureuse discrédite les lois sur le blasphème de sorte que peu de nouvelles poursuites sont engagées par la suite.
Ingersoll est très renommé comme orateur, le plus populaire de son époque, alors que les joutes d’éloquence sont une sorte de divertissement. Il parle sur tous les sujets, de Shakespeare à la reconstruction, mais ses sujets de prédilection sont l’agnosticisme et la famille. Il déclame ses discours par cœur même s’ils durent parfois plus de trois heures. Ses auditeurs ne sont jamais impatients.
Ses idées radicales sur la religion, l’esclavage, le droit de vote des femmes et d’autres questions du jour lui ferment les portes d’une carrière politique au-delà du poste de procureur général d’un État. Les Républicains de l’Illinois le pressent de se présenter au poste de gouverneur à condition qu’il cache son agnosticisme durant la campagne, ce qu’il refuse, considérant qu’il est immoral de cacher de l’information au public.
Ingersoll défend souvent la libre pensée et l’humanisme dans ses discours et il se moque fréquemment des croyances religieuses. Il est souvent attaqué par la presse pour cette raison, mais ni ses idées ni la mauvaise presse n’enrayent sa popularité croissante. Au sommet de sa renommée, les auditeurs payent un dollar et plus pour l’entendre parler, une grosse somme pour l’époque.
Ingersoll meurt d’insuffisance cardiaque à l’âge de 65 ans. Peu après son décès, son beau-frère Clinton P. Farrell, rassemble les copies de ses discours pour publication. L’édition de Dresden en douze volumes permet de conserver l’intérêt dans les idées d’Ingersoll et de préserver ses discours pour les générations futures. Ingersoll est enterré au cimetière national d’Arlington (Section 3, Lot 1620, Grille S-16.5).
En 2005, une édition populaire des œuvres d’Ingersoll est publiée par Steerforth Press. Éditée par le critique musical Tim Page, gagnant d’un Prix Pulitzer, What's God Got to Do With It: Robert Ingersoll on Free Speech, Honest Talk and the Separation of Church and State permet de faire connaître les idées d’Ingersoll à un nouveau public.